# Callerebia scanda
Pallid Argus Callerebia scanda là　một loài bướm Satyrinae được tìm thấy ở Himalaya, thuộc Afghanistan, và Himalaya từ Safed Koh, Astor, Chilas, Gilgit, Chitral, Kashmir và Kulu về phía đông qua Sikkim.